# 1762

## أحداث
- استلام عبد الله الصباح مشيخة إمارة الكويت.
- بداية زعامة ثويني بن عبد الله السعدون لقبيلة المنتفق مشاركة مع ابن عمه وأخوه من أمه ثامر بن سعدون السعدون.
- تأسيس مدينة بيلوريتسك وتقع حاليا في روسيا.
- بداية الاحتلال البريطاني لمانيلا في 1762 والتي انتهت في 1764.
- 9 يوليو - كاترين الثانية تصبح إمبراطورة روسيا بعد الإطاحة بزوجها القيصر بيتر الثالث عن سدة العرش. وانهيار التحالف الأولي بين روسيا وبروسيا دون دخول روسيا في الحرب من جديد.
- 10 أغسطس - القوات البريطانية تستولي على مدينة هافانا.
- 15 سبتمبر – الإمبراطورة غو-ساكوراماتشي تخلف شقيقها الإمبراطور موموزونو على عرش اليابان.
- 5 أكتوبر - بريطانيا تحتل مانيلا عاصمة الفليبين.
- 13 نوفمبر – تنازل لويس الخامس عشر ملك فرنسا سراً عن مقاطعة لويزيانا لكارلوس الثالث ملك إسبانيا في معاهدة فونتينوبلو.

## مواليد
- جوهان جوتليب فيخته
- سبنسر برسيفال

12 أغسطس - جورج الرابع من المملكة المتحدة.

## وفيات
- بيتر الثالث
- جرمياس ريختر
- 5 يناير - إليزابيث من روسيا. ولدت (1709 م)
- صباح بن جابر، أمير الكويت الأول